# Meliosma parviflora
Meliosma parviflora är en tvåhjärtbladig växtart som beskrevs av Paul Lecomte. Meliosma parviflora ingår i släktet Meliosma och familjen Sabiaceae. Inga underarter finns listade.